# Franz von Wieser
Franz Wieser Ritter von Wiesenhort (* 18 de octubre de 1848 en Kufstein, Imperio austríaco ; † 8 de abril de 1923 en Innsbruck  ) fue un geógrafo, historiador del arte y profesor universitario austríaco en la Universidad de Innsbruck. Fue conservador estatal y ejerció durante mucho tiempo como presidente del Museo Estatal del Tirol..
En honor a su memoria, la Asociación Ferdinandeum del Museo Estatal del Tirol ha estado otorgando la Medalla Franz von Wieser desde 1930 a personas que han hecho una contribución especial al arte y la ciencia, particularmente a la exploración del Tirol. 

## Biografía
Wieser nació en el seno de una familia de funcionarios del Tirol. Su padre era médico, pero murió pronto, dejando atrás a su madre ya tres hermanos pequeños. Su tío Ludwig era un caballero de la Orden de 3ª clase. Clase de la Corona de Hierro en 1863 y recibió el título de nobleza también por su sobrino, cuyo nombre completo era Franz Wieser Ritter von Wiesenhort. 
Wieser creció en Innsbruck, en la casa de su abuelo materno, Berreiter, quien también era juez de apelaciones. Allí entró en contacto con conocidos ciudadanos y estudiosos del Tirol y se interesó por la historia desde muy joven. Después de graduarse de la escuela secundaria en 1866, comenzó a estudiar historia con Julius Ficker en la Universidad de Innsbruck, así como estudios alemanes y filología clásica. En otoño de 1870 completó sus estudios en Innsbruck con el examen de doctorado y enseñanza de alemán, geografía e historia. Durante el semestre de invierno asistió a conferencias de historia de la Edad Media en Munich ( Wilhelm von Giesebrecht ) así como a ejercicios de seminario en Göttingen ( Georg Waitz ), donde también conoció a Wilhelm Doophysins ( Geophysus ) ya Johannes Wädu. En otoño de 1871 se convirtió en profesor en la Oberrealschule de Brno (Johannesgasse), y desde el verano de 1872 en el Staatsgymnasium Bozen. Después de una excedencia en el semestre de verano de 1874 para continuar estudios en la Universidad de Leipzig con Oscar Peschel, Wieser se calificó como profesor privado de geografía en Innsbruck en otoño de 1874, se convirtió en profesor extraordinario en 1879 y profesor titular en 1885. 
En 1887 se convirtió en director honorario del Museo Ferdinandeum, sucediendo en este cargo a Alfons Huber. Ocupó este cargo hasta 1919. En 1888, Wieser se casó con Waltraut von Zingerle, hija del hermanista y poeta Ignaz Vinzenz von Zingerle. La pareja tuvo cuatro hijos y dos hijas. En 1890 se convirtió en comisario del departamento de prehistórico de la Comisión Central de Arte y Monumentos Históricos. En la Universidad de Innsbruck fue decano de la facultad de filosofía varias veces y rector de la universidad en 1897/98. En 1901 declinó la convocatoria de la Universidad de Viena para suceder a Wilhelm Tomaschek († 1901). De 1912 a 1922 fue el conservador estatal del Tirol y desde 1911 miembro de la que entonces era la Oficina de Monumentos del Estado.

## Obras (selección)

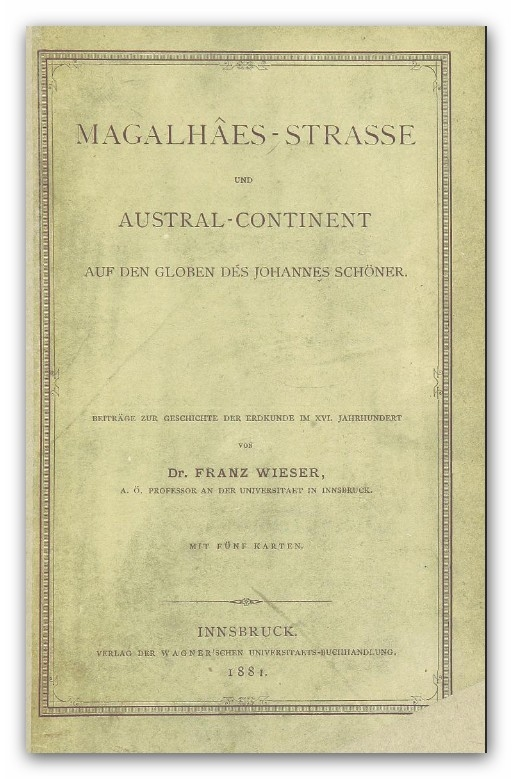
"Magalhaes-Straße"

- Magalhâes-Strasse und Austral-Continent auf den Globen des Johannes Schöner: Beiträge zur Geschichte der Erdkunde im XVI. Jahrhundert. Innsbruck 1881 (google.de).
- Der verschollene Globo desde Johannes Schöner von 1523. Wiederaufgefunden und kritisch gewürdigt von Dr. Franz R. v. Wieser. Wien 1888 (klassik-stiftung.de).

- «Catalog Record: Die Karte des Bartolomeo colombo über die vierte Reise des Admirals». HathiTrust Digital Library. [Consulta: 6 febrer 2025].
- Die Bronze-Gefäße von Moritzing. In: Zeitschrift des Ferdinandeums für Tirol und Vorarlberg III/35, 1891, S. 305–329.

## Honores
- Medalla del 2º Congreso Geográfico Internacional de Venecia (1881) por la obra "Magalhaes-Straße"
- Miembro de la Academia Alemana de Ciencias Naturales Leopoldina (1886)
- Miembro correspondiente de la Comisión Central de Arte y Monumentos Históricos (1887)
- Orden de la Corona de Hierro, Caballero III. clase (1895)
- Consejero de la Corte Imperial (1898)
- Miembro nacional correspondiente de la Academia de Ciencias de Austria (1905)
- Medalla Franz von Hauer de la Sociedad Geográfica Austríaca (1906)
- Comandante de la orden de Francesc Josep (1907)
- Miembro titular de la Academia Austriaca de Ciencias (1921)